# 第406独立砲兵旅団 (ウクライナ海兵隊)
第406独立砲兵旅団（だい406どくりつほうへいりょだん、ウクライナ語: 406-та окрема артилерійська бригада）は、ウクライナ海兵隊の旅団。第30海兵軍団隷下。
巡洋艦モスクワの沈没に関与したとされる。

## 概要

### ソ連地上軍
1976年4月1日、ソ連地上軍第301砲兵旅団としてウクライナ・ソビエト社会主義共和国ザポリージャ州で創設された。
1983年、クリミア州に移駐し、第32軍団隷下に配属された。

### ウクライナ陸軍
1991年12月、ソビエト連邦の崩壊とウクライナの独立で創設されたウクライナ陸軍に編入した。
2001年10月、部隊縮小に伴い、第406砲兵連隊に改編された。
2003年、第816砲兵連隊隷下のロケット砲大隊が配属された。

### ウクライナ海軍
2003年12月、ウクライナ海軍に編入し、第36独立沿岸防衛旅団隷下に配属され、第406旅団砲兵群に改編された。
2006年10月、ウクライナ海軍司令部隷下に配属され、第406独立沿岸砲兵連隊に改編された。
2009年、ロケット砲大隊がウクライナ海軍の最優秀砲兵部隊と評価された。

### ロシアのクリミア侵攻

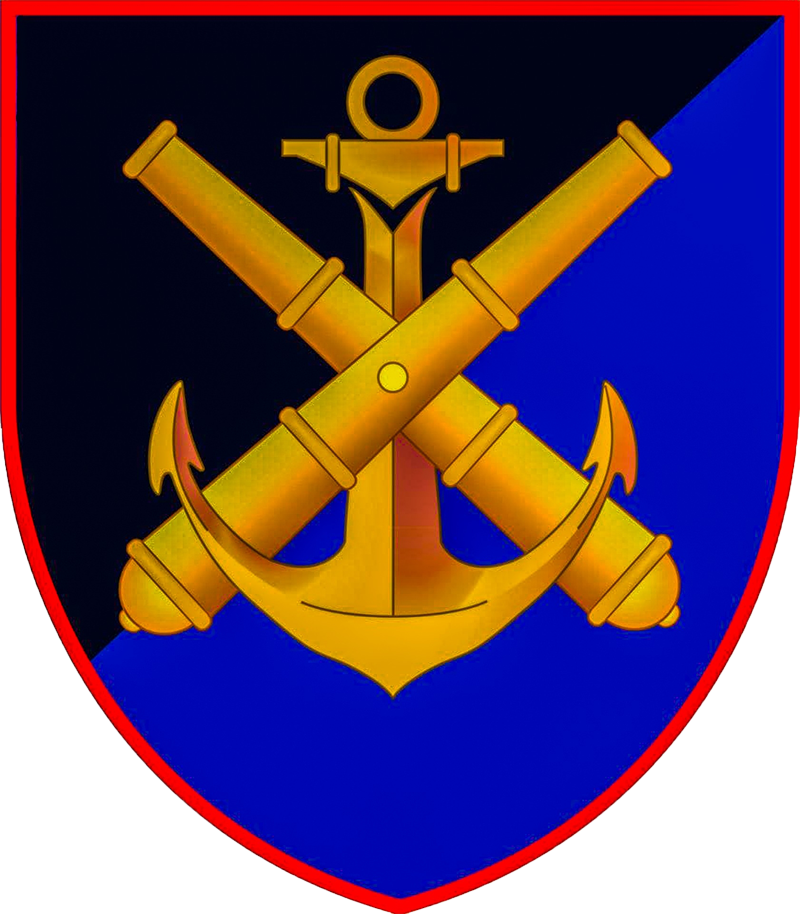
ウクライナ海軍第406独立砲兵旅団章

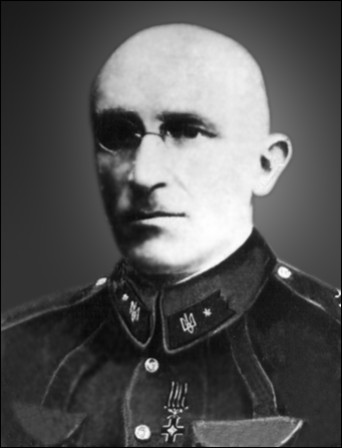
オレクシー・アルマゾフ将軍

2014年2月27日、ロシアのクリミア侵攻でドミトロ・コザチェンコ連隊長がロシア軍に寝返り、部隊は戦わずに降伏して、クリミア半島は陥落した。裏切らずにウクライナ本土に退却した団員達がウクライナ国民への忠誠を宣誓して、2015年4月に、第406独立砲兵旅団としてムィコラーイウ州で再編された。また裏切者を中心にロシア海軍第8砲兵連隊が新編された。
2016年3月、ロケット砲大隊を基幹に第32ロケット砲兵連隊が創設された。
2018年8月22日、ペトロ・ポロシェンコ大統領より、名誉称号「オレクシー・アルマゾフ」を授与された。

### ロシアのウクライナ侵攻

#### 南部・ムィコラーイウ戦線
2022年2月24日、ロシアのウクライナ侵攻で南部ムィコラーイウ州に配備され、ムィコラーイウ守備隊を火力支援し、4月にロシア軍を撃退した。同月にはドローンとの連携で黒海での巡洋艦モスクワ沈没に関与した。

#### 南部・ザポリージャ戦線
2022年2月24日、第66独立榴弾砲大隊が南部ザポリージャ州に配備され、ベルジャーンシクを防御したが27日に撤退した。

#### 南部・ヘルソン戦線

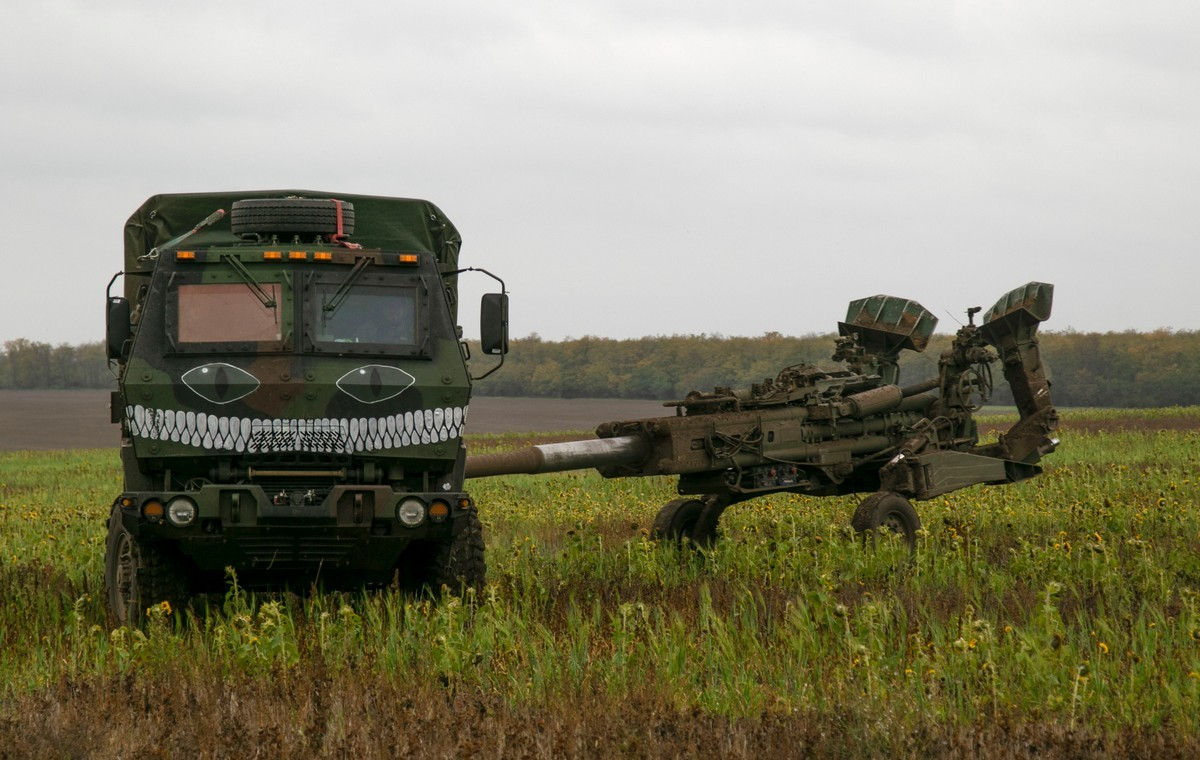
チェシャ猫部隊

2022年8月、南部ヘルソン州に再配置され、友軍を火力支援し、11月にベリスラウ、ヘルソンを解放してロシア軍はドニエプル川西岸から撤退した。また、ヘルソン在住の団員が民間人としてロシア軍に連行され、ウクライナ兵だとバレるとロシア兵に「あなたは8年間も私たちの子供たちを殺し続けている！」とパイプで殴られ拷問室に3か月間監禁された。

#### 東部・南ドネツク戦線

第406独立砲兵旅団旗

2023年、東部ドネツィク州に再配置され、アウディーイウカ、ヴフレダール守備隊を火力支援した。
2023年5月23日、ウォロディミル・ゼレンスキー大統領より、勇気と勇敢さに対する栄誉賞を授与された。
2023年5月23日、ウクライナ海軍からの独立で創設されたウクライナ海兵隊に編入した。

#### 南部・ドニエプル川戦線
2024年1月、南部ヘルソン州に再配置され、ドニエプル川東岸に展開した。第66大隊は分遣されて南部ザポリージャ州に再配置された。

## ギャラリー

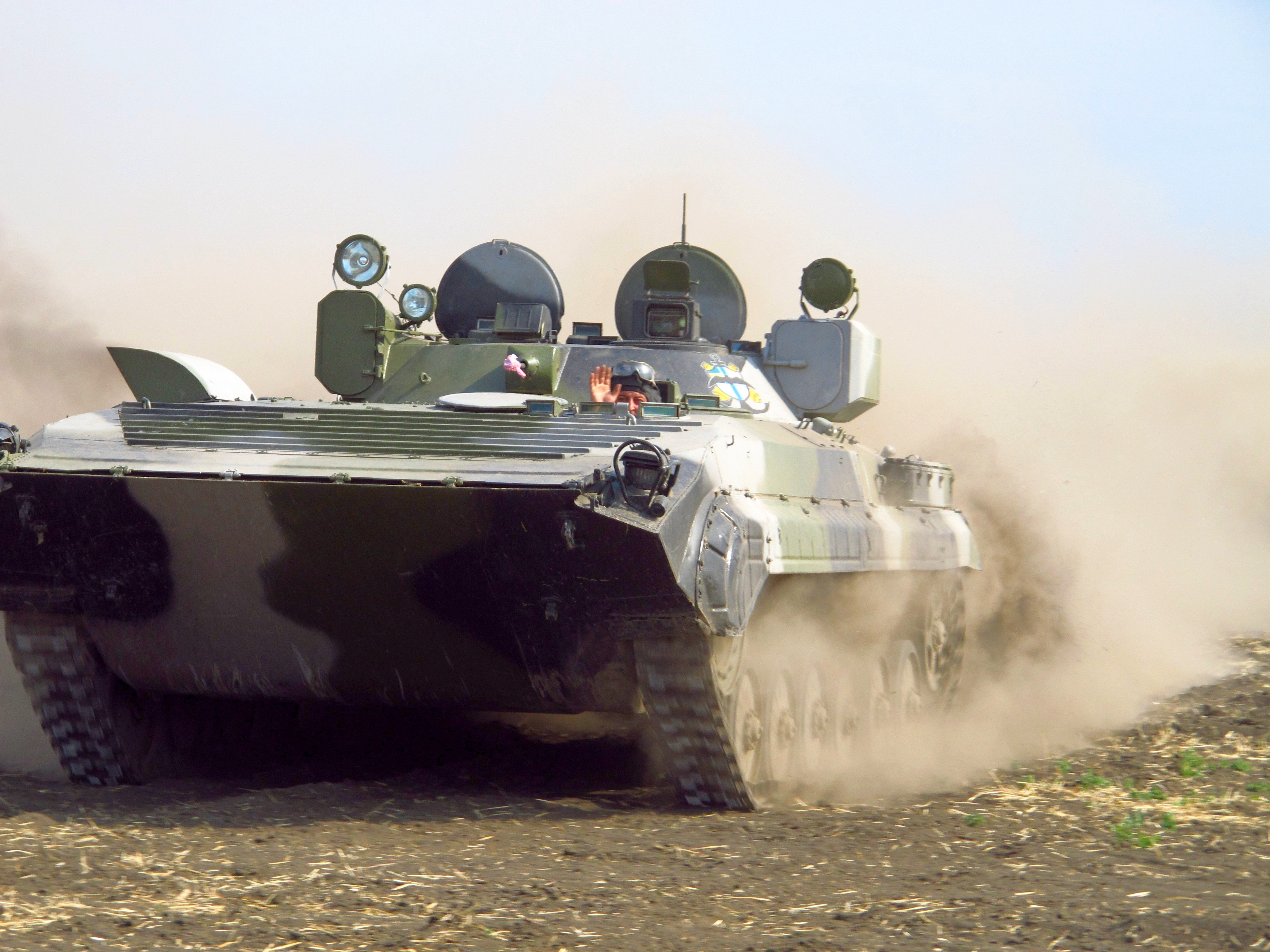
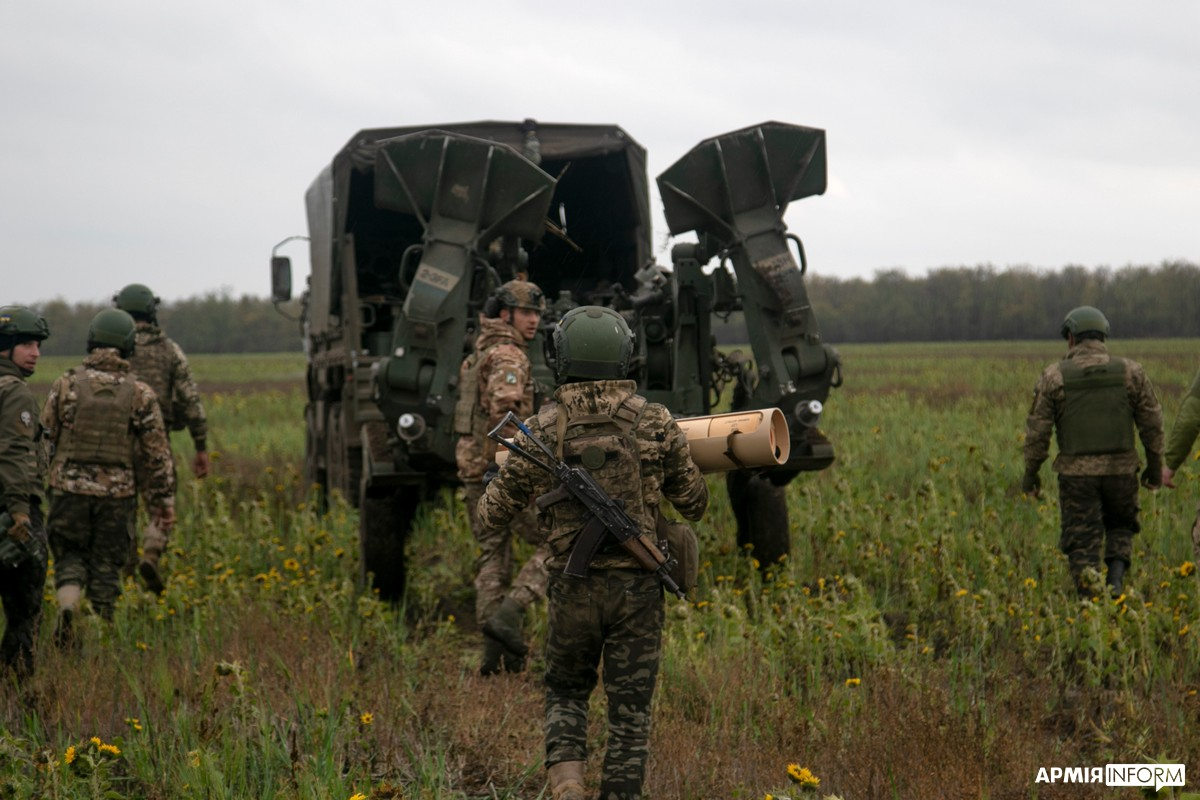
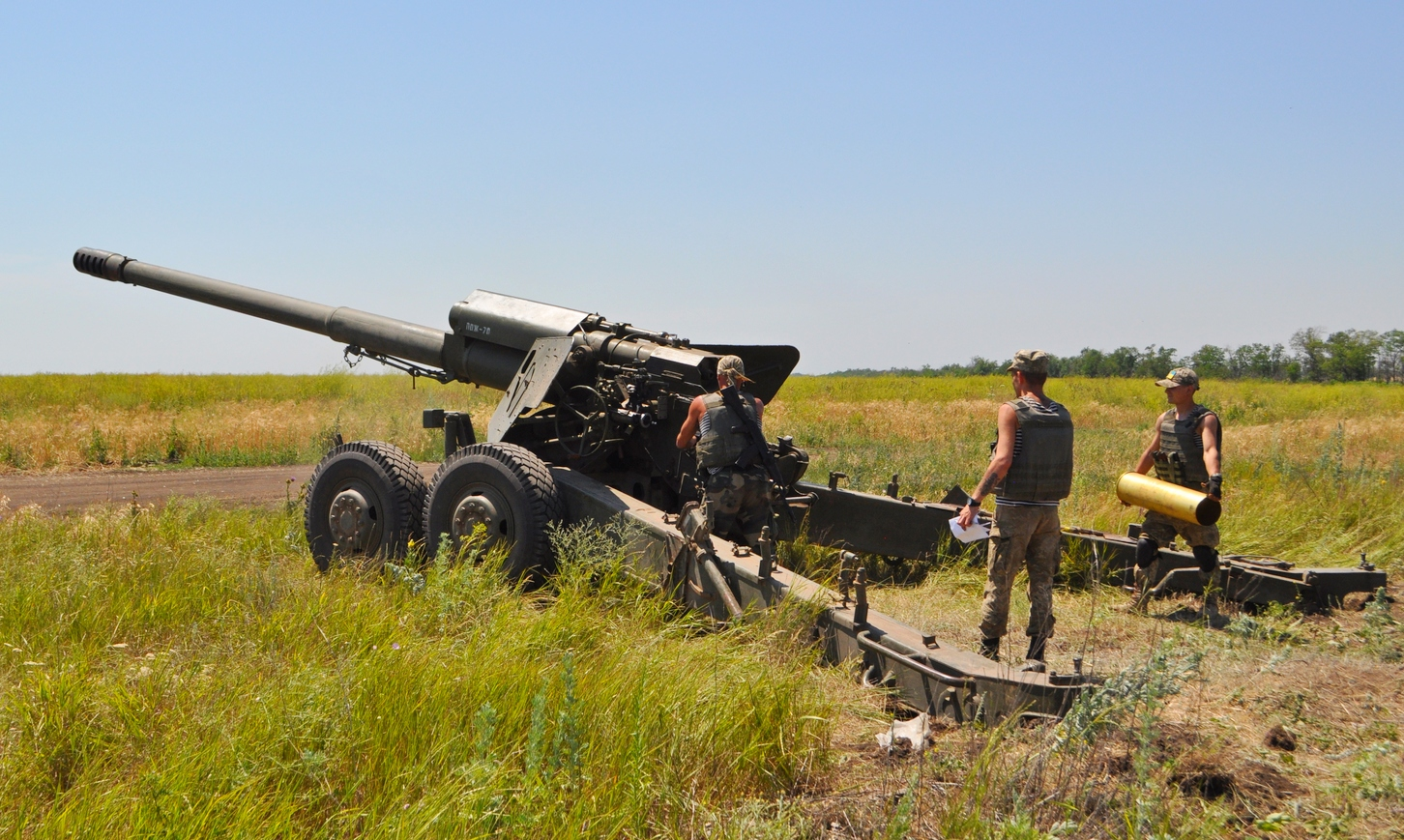
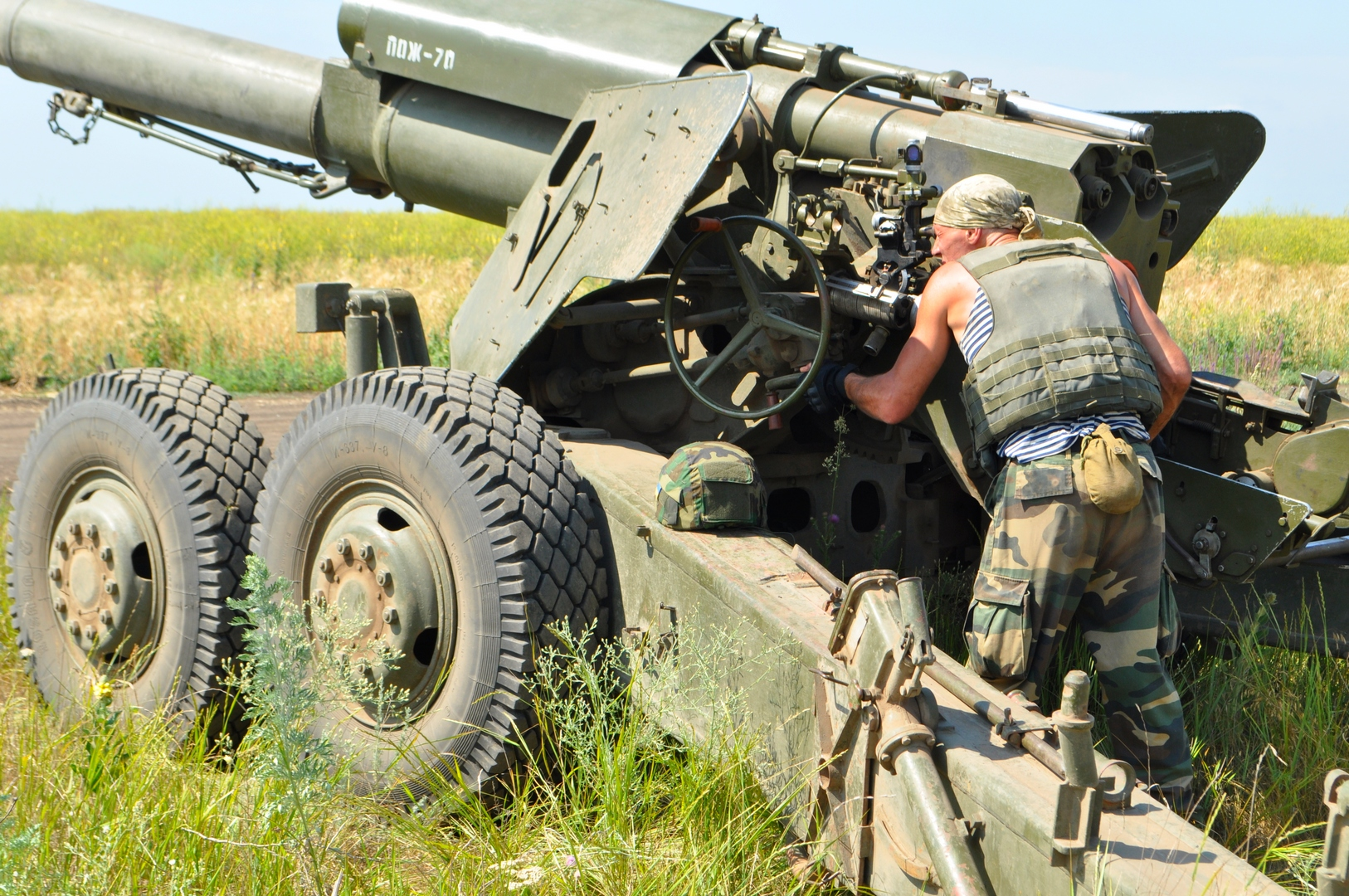
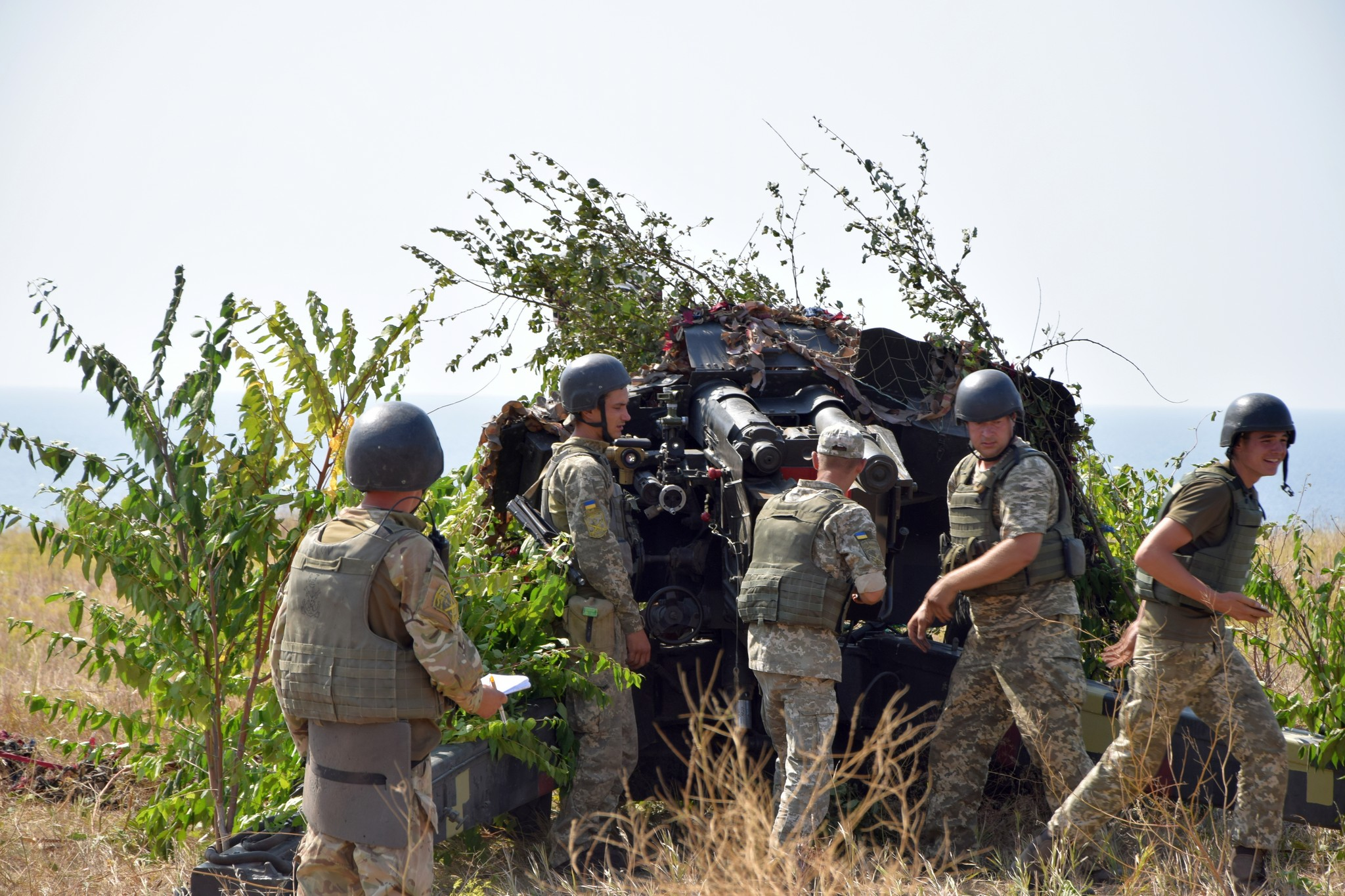

## 編制
- 旅団司令部（ムィコラーイウ）
- 第64独立榴弾砲大隊（ビルホロド＝ドニストロフスキー）
- 第65独立沿岸ミサイル大隊（ダチョネ）
- 第66独立榴弾砲大隊（ベルジャーンシク）
- 第67独立榴弾砲大隊（オチャキウ）
- 対戦車砲大隊
- 砲兵偵察大隊
- 警備大隊
- 工兵中隊
- 整備中隊
- 兵站中隊
- NBC防護小隊